# غوستافو زاموديو
غوستافو زاموديو (بالإسبانية: Gustavo Zamudio)‏ هو لاعب كرة قدم تشيلي في مركز الوسط، ولد في 11 أبريل 1986 في فينيا ديل مار في تشيلي. لعب مع ديبورتس لاسيرينا وديبورتيس ماجالانز وسان لويس دي كويلوتا ونادي أونيفرسيداد كاتوليكا ونادي كوكيمبو أونيدو ونادي كيتشي.

## وصلات خارجية
- غوستافو زاموديو على موقع قاعدة بيانات كرة القدم.إي يو (الإنجليزية)
- غوستافو زاموديو على موقع Soccerway.com (الإنجليزية)
- غوستافو زاموديو على موقع عالم كرة القدم.نت (الإنجليزية)
- غوستافو زاموديو على موقع AS.com (الإسبانية)